# Совдозеро (озеро, Поросозерское сельское поселение, северо-восточное)
Совдозеро — озеро на территории Поросозерского сельского поселения Суоярвского района Республики Карелии.

## Общие сведения
Площадь озера — 7,2 км², площадь водосборного бассейна — 482 км². Располагается на высоте 154,6 метров над уровнем моря.
Форма озера лопастная, продолговатая: оно вытянуто с севера на юг. Берега изрезанные, каменисто-песчаные, местами заболоченные.
С западной стороны в озеро впадает протока, вытекающая из Сергозера.
Через озеро течёт река Безглазая (в нижнем течении — Гумарина), которая, беря начало из Котчозера, протекает через цепочку озёр Таразмо (с притоком реки Юнгас) → Совдозеро → Хейзъярви → Руагъярви → Маймъярви → Пейярви, после чего впадает в реку Ломнезерку, впадающую в озеро Селецкое.
В озере расположено не менее пяти безымянных островов различной площади.
На западном берегу Совдозера располагается одноимённая деревня, через которую проходит шоссе 86К-14 («Суоярви — Юстозеро — (через Поросозеро) — Медвежьегорск»).
Код объекта в государственном водном реестре — 02020001111102000007239.